# 沙田廣場
沙田廣場（英語：Shatin Plaza）是一座位於香港新界沙田區的商住物業，前身為沙田墟巴士總站，當巴士總站在1983年底停用後，地皮隨即由恆基兆業購入，於1986年8月銷售，並且在1988年正式入伙。物業鄰近新城市廣場，有兩條天橋連接，並有天橋接通沙田中心。商場部份設於1樓和3樓，而2樓則為停車場。4樓起屬於住宅範圍，共建有4座住宅。

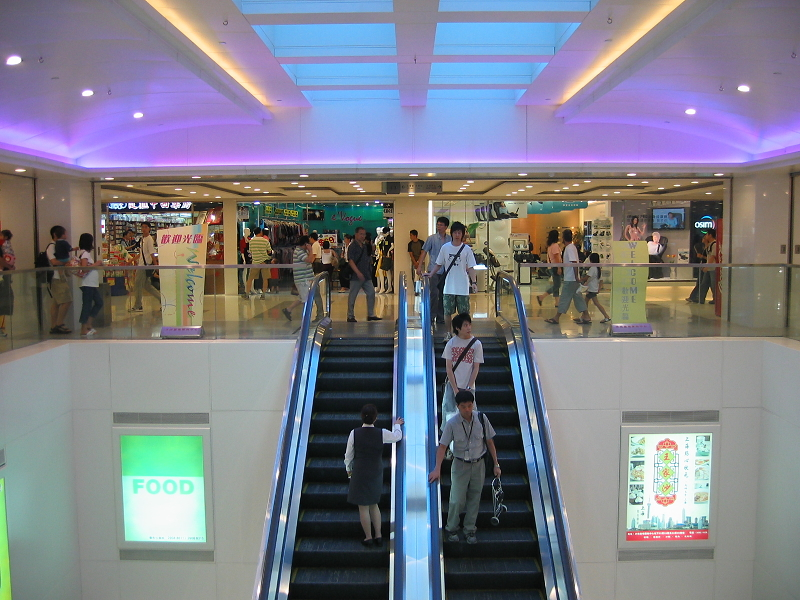
沙田廣場商場扶手電梯

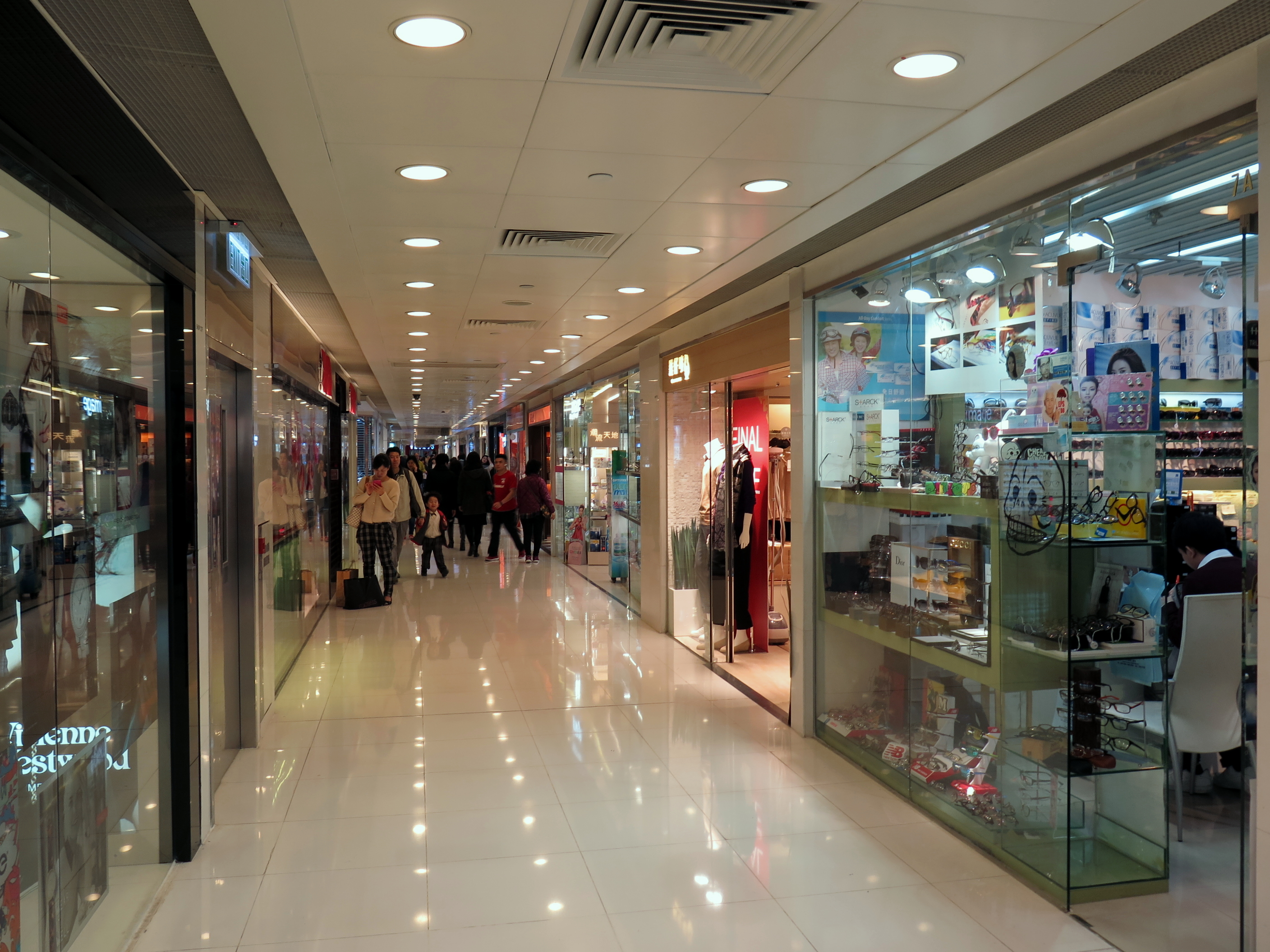
沙田廣場三樓商場通道

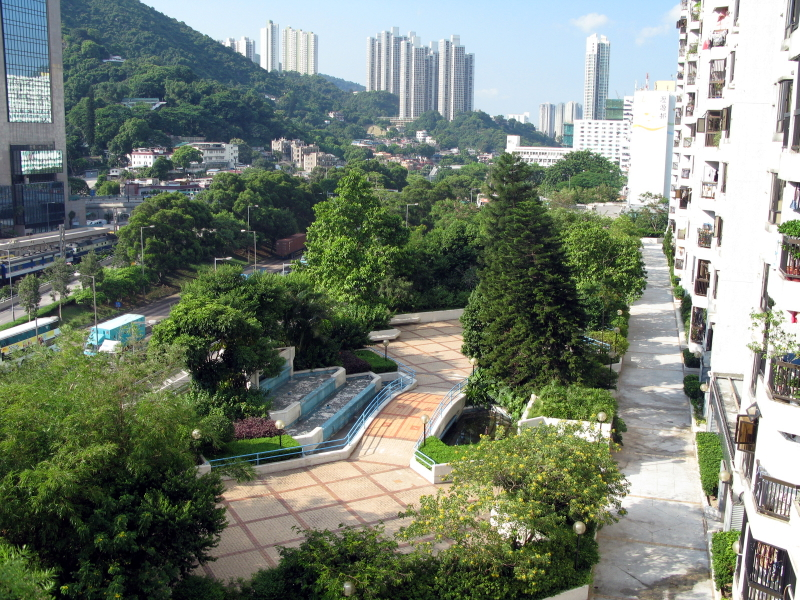
四樓平台花園

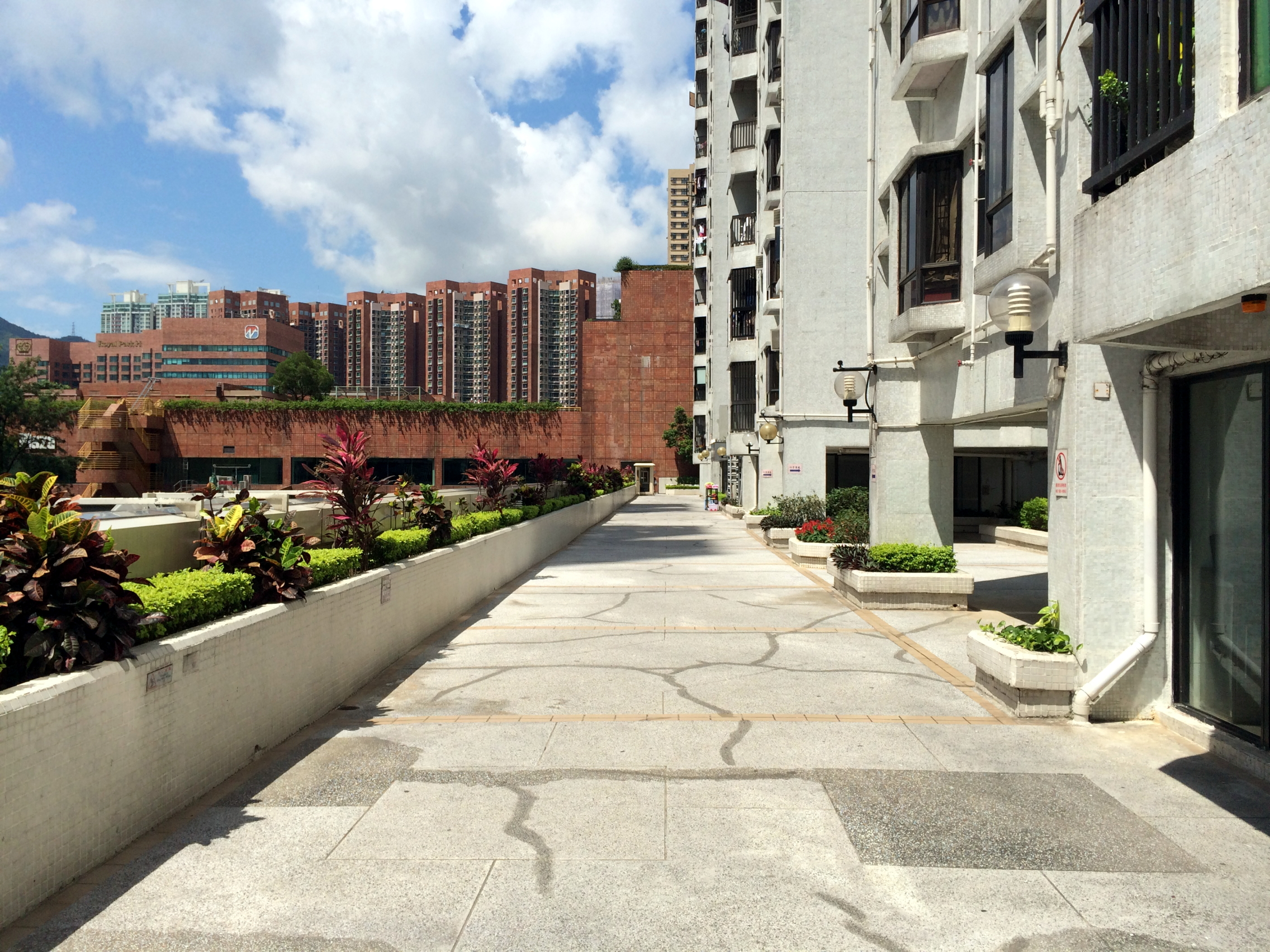
四樓平台花園行人通道

## 商場
沙田廣場商場設於一樓（L1）及三樓（L3）。商場曾於2005年至2007年進行翻新工程。商場內部翻新工程已於2007年完成，商場外部翻新工程已經在2007年3月中完成。
一樓1980至90年代末的主要租戶包括百佳超級市場、美式超市Grandmart、OK便利店、哈迪斯快餐、鴻福堂、證券公司、citibank以至多家食肆等。其後曾開設冒險樂園、香港茶餐廳、以至加州紅等。不過由2003年起，多間店舖轉為銀行，冒險樂園結業後改為王家沙点心店、到2008年改為「麗都總廚」。其餘部份現主要租戶包括中原地產、匯豐銀行、花旗銀行、渣打銀行、東亞銀行及星展銀行等。而2007年開業的惠康超級市場到2021年8月結業，改為花旗銀行。
三樓現時主要租戶包括遊戲機中心、多間時裝店、新光酒樓、大快活快餐、三寶齋素食中心、金井自助壽司刺身及小巴黎越南餐廳等，並以藥房、珠寶鐘錶、電訊服務和化妝品店為主。2020年初，商場開始進行翻新工程，靠近往新城市廣場通道的位置在2021年8月起圍封，在同年11月底完成翻新後分拆為多個舖位，主要以小食店為主。其他工程包括翻新通道假天花，更換另一種白色地台和將中庭的扶手電梯進行改建。

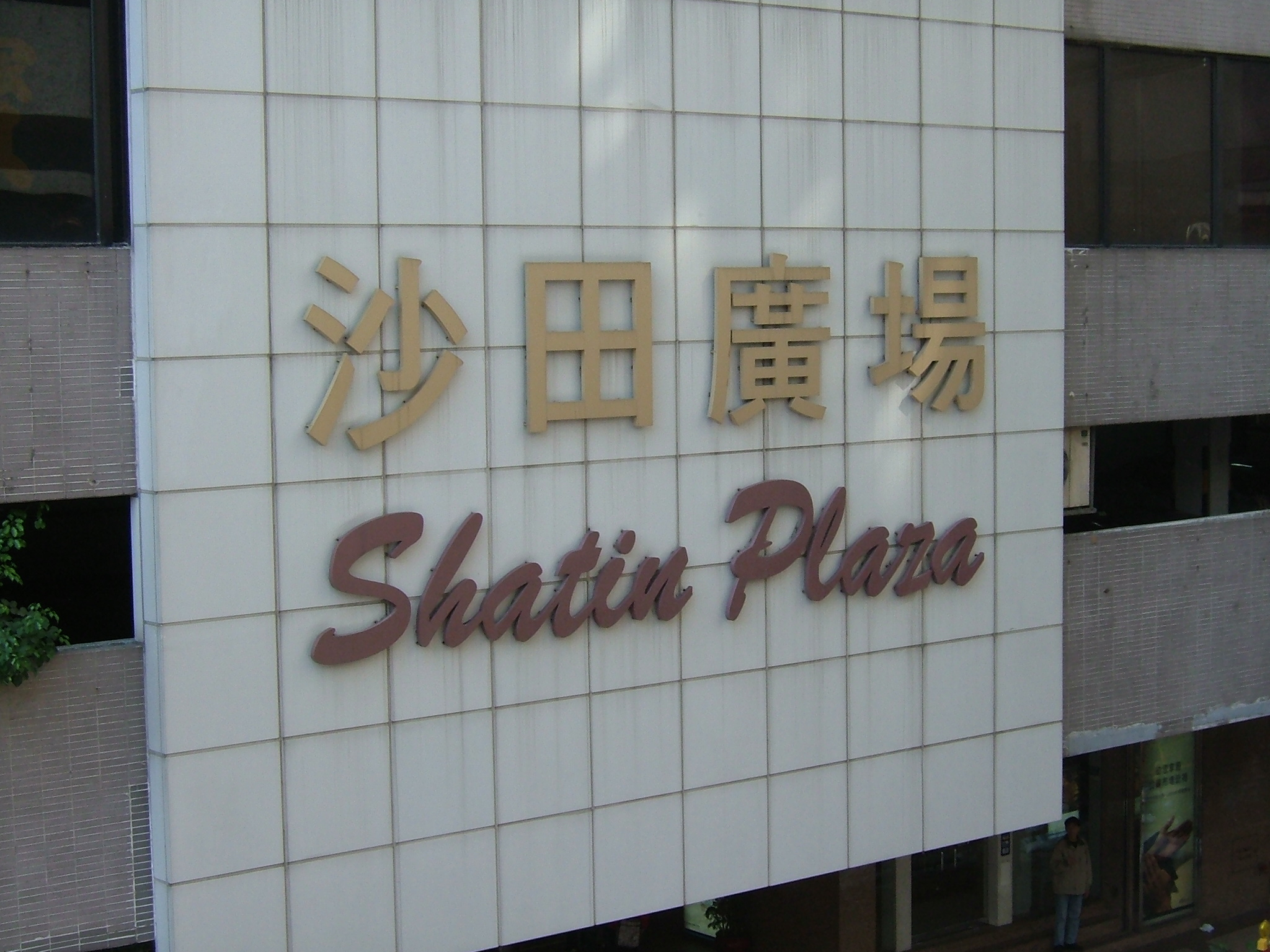
沙田廣場翻新前外牆
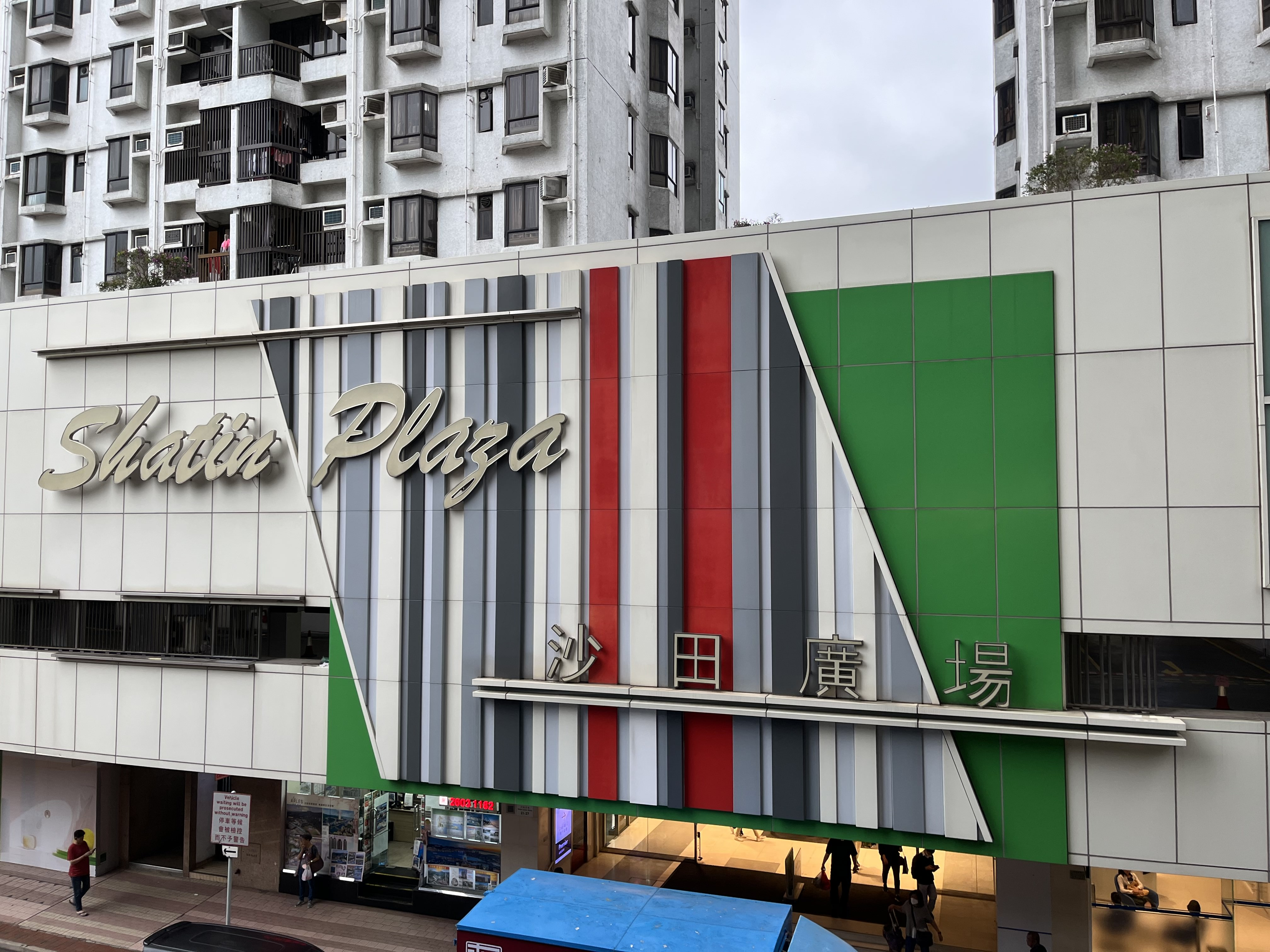
沙田廣場翻新後外牆（2023年）
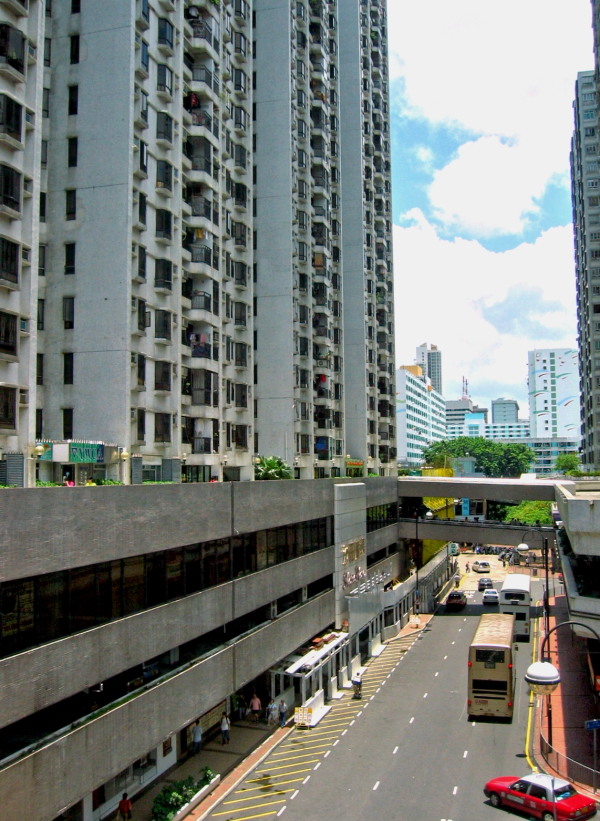
沙田廣場翻新前外牆全境
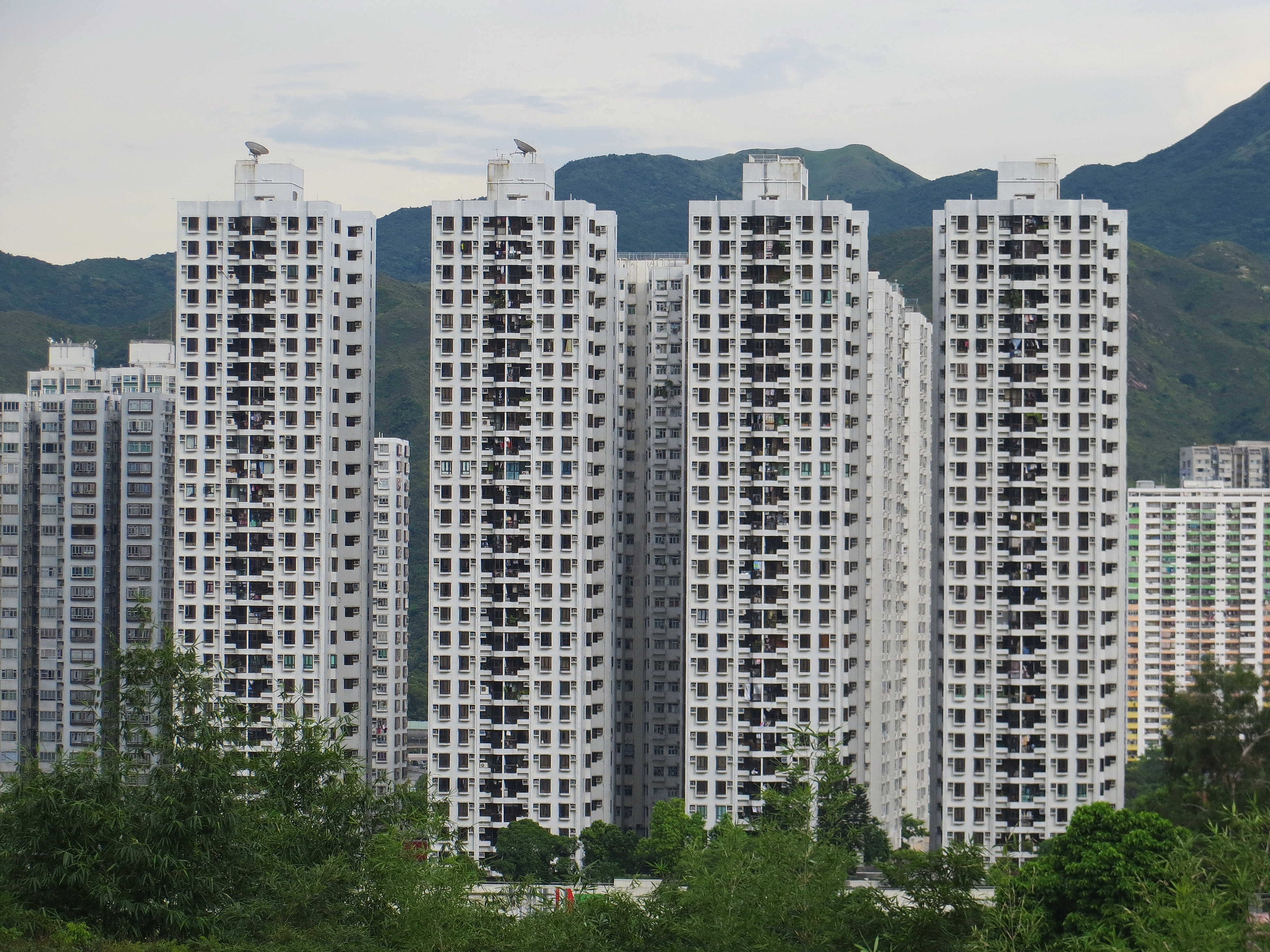
從萬佛寺眺望沙田廣場
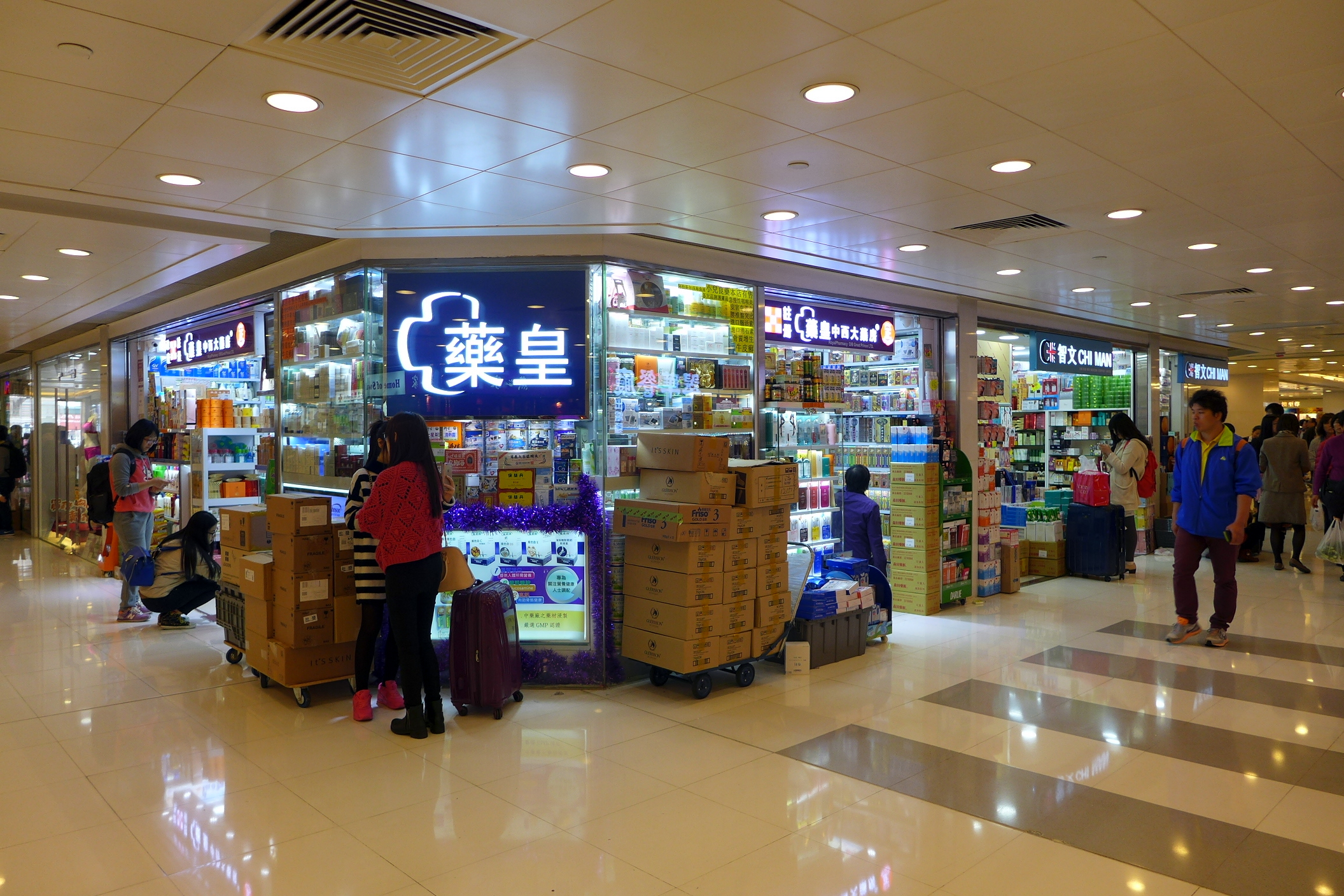
沙田廣場自2014年起愈來愈以自由行客及水貨客為對象，高峰時期場內一度有14間藥房
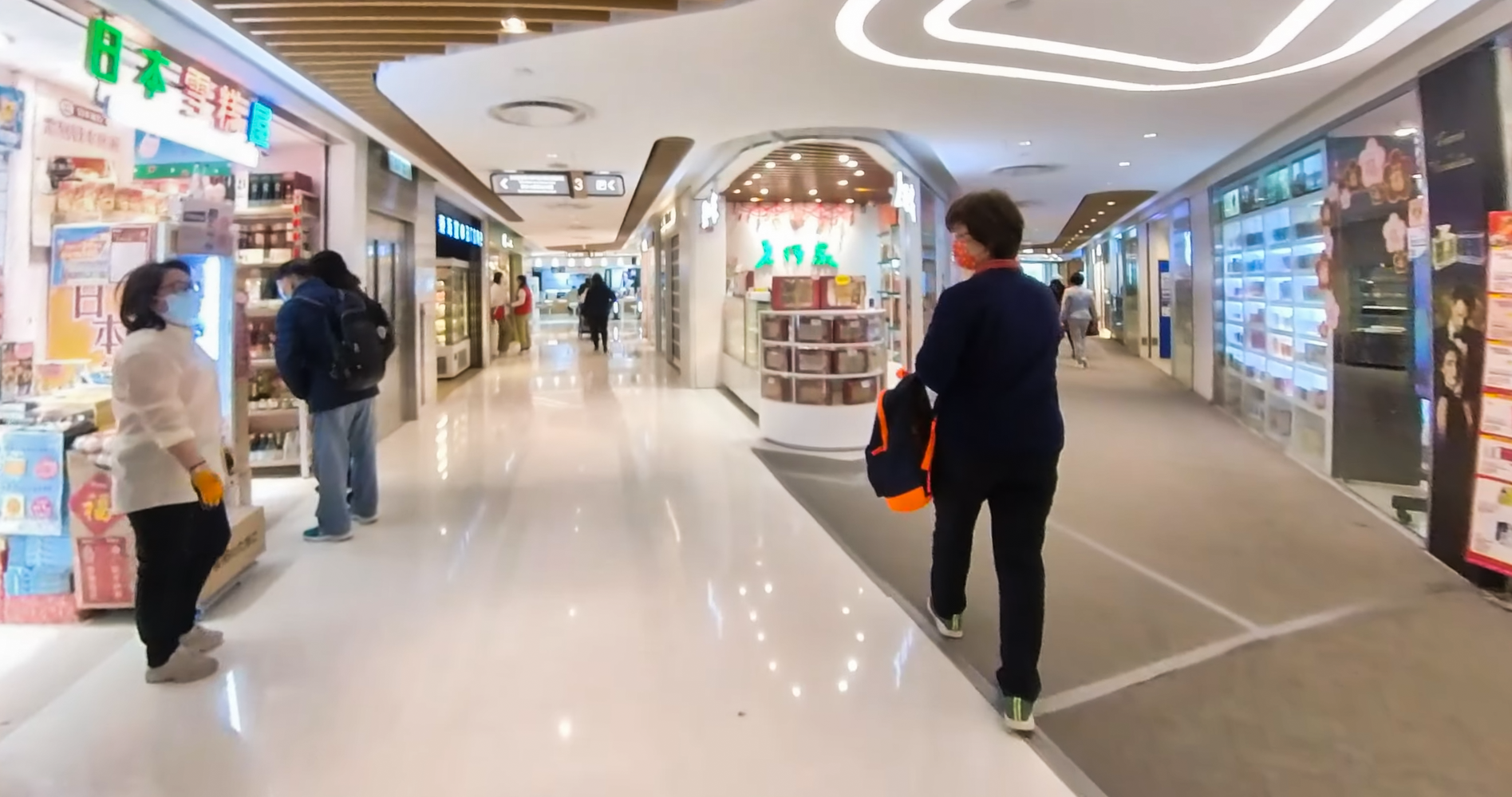
靠近往新城市廣場通道的位置在2021年11月起分拆為多個舖位

### 商場租戶傾向自由行旅客及水貨客
自2012年起，因區內商場高檔化，業主亦大幅加租，由齋舖、茶餐廳變成藥房集中地。由2010年只有1間藥房，到2014年末有多達14間註冊藥房及賣藥店舖。有在沙田廣場經營拼圖店的老闆稱，本地客因此減少，生意難免受影響，未來會搬出商場。
沙田區議員衛慶祥指出，自新城市廣場2011年租金大幅上升，不少以服務街坊為主的小店被迫遷往左右兩旁的小商場，如沙田中心，偉華中心及希爾頓中心等。但隨着這些商場也變得愈來愈針對自由行旅客及水貨客為對象，真正想為社區提供服務的小店唯有離開沙田市中心。
現主要租戶如下：
- Colourmax
- 萬寧
- 屈臣氏
- 老鳳祥銀樓
- 時間廊
- OSIM
- 六福珠寶
- 太興新世代
- 翠華餐廳
- 大快活
- 譚仔三哥

## 住宅
住宅共分為四座，樓高27層，分別命名為金星閣（A座）、銀星閣（B座）、華星閣（C座）及寶星閣（D座）。提供430個面積分為700呎、900呎及1140餘平方呎的三房單位。而平台層設園林，兒童遊樂場，幼兒園和香港基督教女青年會賽馬會沙田綜合社會服務處。

## 事件
- - 2004年4月22日，一名80歲老婦因厭世跳樓自殺身亡，其頭部在扶手電梯爆肢折。
  - 2019年4月16日下午4時許，警方接報指金星閣一名52歲男子倒卧平台後陷入昏迷，懷疑從高處墮下，救護人員到場將他送往威爾斯親王醫院搶救，惟最終不治。消息指死者是已經退休的警署警長。[3]
  - 2023年4月19日早上，受到大風的天氣影響，沙田廣場往沙田中心的行人天橋一列約8米長、2米闊的木圍板突然塌下，擊中5女1男，所有事主均受輕傷，由救護車送往威爾斯親王醫院。[4]

## 附近商場
- 沙田中心
- 新城市廣場
- 好運中心
- 偉華中心
- Citylink
- 新城市中央廣場

## 附近設施
- 東鐵綫沙田站
- 屯馬綫車公廟站、沙田圍站
- 沙田大會堂
- 沙田公共圖書館
- 沙田公園
- 沙田婚姻註冊處
- 沙田政府合署
- 沙田街市
- 帝都酒店
- 香港文化博物館
- 萬佛寺

## 外部連結
- 沙田中心及沙田廣場官方網站